# Liste der Kulturdenkmäler in Hesweiler
In der Liste der Kulturdenkmäler in Hesweiler sind alle Kulturdenkmäler der rheinland-pfälzischen Ortsgemeinde Hesweiler aufgeführt. Grundlage ist die Denkmalliste des Landes Rheinland-Pfalz (Stand: 21. September 2023).

## Einzeldenkmäler
| Bezeichnung                  | Lage                | Baujahr         | Beschreibung                                                                                   | Bild                           |
| ---------------------------- | ------------------- | --------------- | ---------------------------------------------------------------------------------------------- | ------------------------------ |
| Katholische Kirche St. Josef | Hauptstraße Lage    | 1848            | Saalbau, Rundbogenstil, 1848                                                                   | weitere Bilder Fotos hochladen |
| Quereinhaus                  | Hauptstraße 18 Lage | 19. Jahrhundert | Quereinhaus; Fachwerkbau, teilweise massiv oder verschiefert, Krüppelwalmdach, 19. Jahrhundert | BW                             |
| Quereinhaus                  | Hauptstraße 34 Lage | 18. Jahrhundert | Quereinhaus; Fachwerkbau, teilweise massiv, 18. Jahrhundert                                    | BW                             |